# Stanzen des Raffael

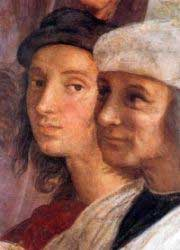
Selbstbildnis Raffaels (links) aus seinem Fresko Die Schule von Athen, 1510/11, Stanzen des Vatikans, Rom

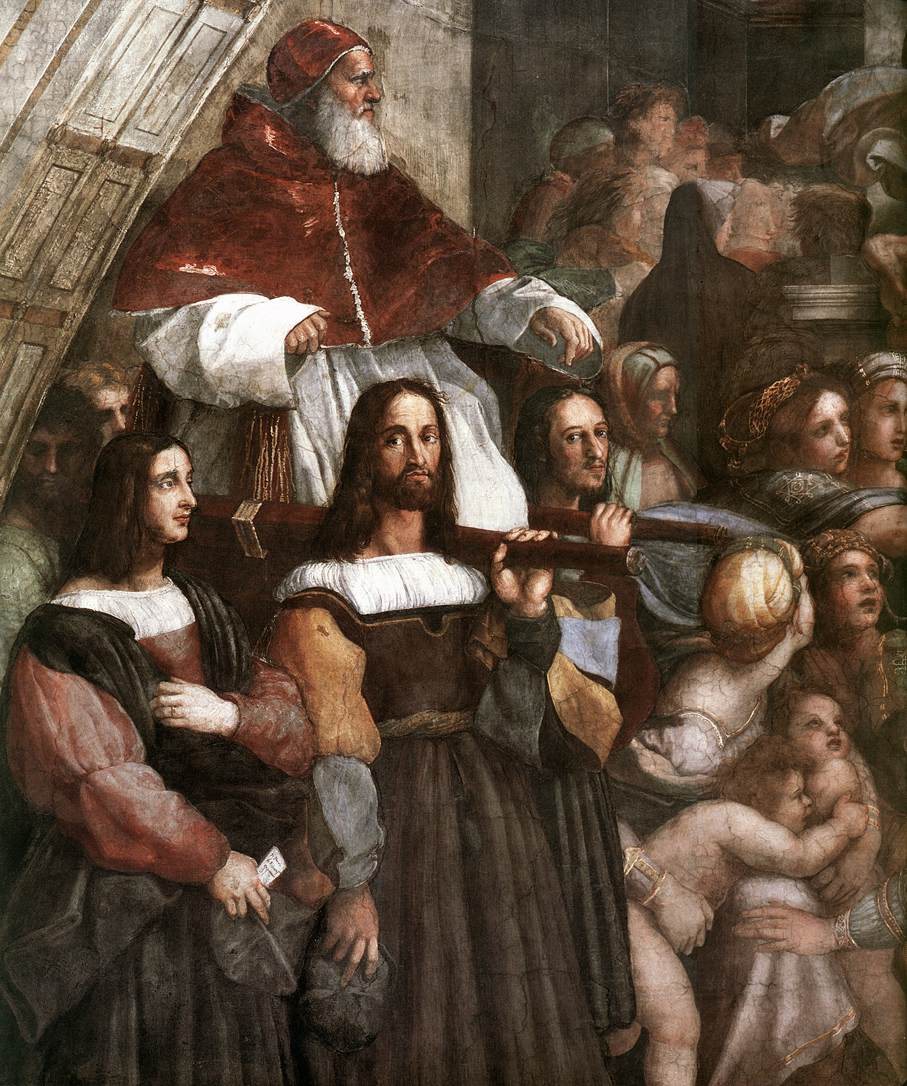
Papst Julius II., Detail aus der Verjagung Heliodors aus dem Tempel, Fresko im Raum Stanza di Eliodoro

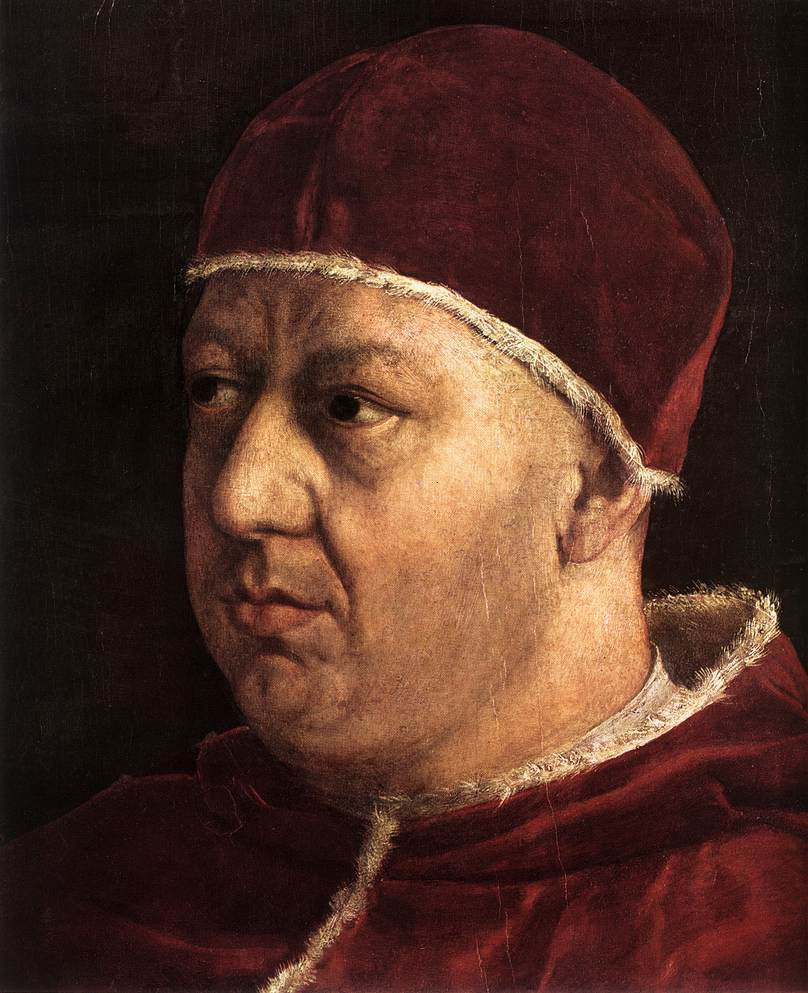
Papst Leo X., Detail aus einem Gemälde Raffaels, Uffizien

Die Stanzen des Raffael (von italienisch stanza ‚Zimmer‘) sind Gemächer im Apostolischen Palast, die von Raffael und seiner Schule ausgemalt wurden.
Ursprünglich von Julius II. (1503–1513) ab 1508 für seine Gemächer im zweiten Stock des Vatikanspalast in Auftrag gegeben, wurden die Fresken von Raffael und seinen Mitarbeitern unter dem Patronat des Papstes Leo X. (1513–1521) bis 1524 weitergeführt. Die vier Räume werden heute nach ihren Hauptthemen als Sala di Costantino, Stanza di Eliodoro, Stanza della Segnatura und Stanza dell’Incendio di Borgo bezeichnet.
Der Glanz der vollendeten Fresken dauerte nicht lange. Schon 1527, beim Sacco di Roma, wurden sie von protestantischen Landsknechten schwer beschädigt: Gesichter ausgekratzt, die die Söldner für die von Päpsten hielten, Inschriften in die bemalten Wände geritzt, so der Name Luthers oder V K imper (soll heißen: Vivat Karolus imperator ‚Es lebe der Kaiser Karl‘). Diese Details traten bei der letzten Restaurierung 1999–2001 zutage, die nicht nur Schmutz und Übermalungen beseitigte, sondern auch Schäden, die von alten Restaurierungen herrührten. Die Stanzen waren bald nach dem Sacco di Roma von Malern, die für die Päpste arbeiteten (darunter Sebastiano del Piombo), notdürftig restauriert worden.
Weil sich Teile des Stucks von den Wänden zu lösen begannen, erfolgte 1754 eine größere Restaurierung, weitere in den Jahren ab 1856 und 1937. Die Restaurierung von 1937 verursachte durch Anwendung ungeeigneter Substanzen wie Salzsäure Schäden an den Farbschichten. Die aktuelle Restaurierung durch Maurizio De Luca, Chefrestaurator der Vatikanischen Museen, unter kunsthistorischer Leitung durch Arnold Nesselrath, Direktor der byzantinischen, mittelalterlichen und modernen Abteilung der Vatikanischen Museen, hat auch die Zuschreibungen einzelner Bildteile verändert (siehe Stanza della Segnatura).

## Übersicht
| Übersicht (I)                          | Übersicht (II)                                  | Ostwand                                     | Südwand                      | Westwand | Nordwand | Decke |
| -------------------------------------- | ----------------------------------------------- | ------------------------------------------- | ---------------------------- | -------- | -------- | ----- |
| Sala di Costantino                     |                                                 |                                             |                              |          |          |       |
|                                        |                                                 |                                             |                              |          |          |       |
| Die Erscheinung des Kreuzes            | Die Schlacht an der Milvischen Brücke           | Die Taufe Konstantins                       | Die Schenkung Roms           |          |          |       |
| Stanza di Eliodoro                     |                                                 |                                             |                              |          |          |       |
|                                        |                                                 |                                             |                              |          |          |       |
| Die Verjagung Heliodors aus dem Tempel | Die Messe von Bolsena                           | Die Begegnung Leos des Großen mit Attila    | Die Befreiung des hl. Petrus |          |          |       |
| Stanza della Segnatura                 |                                                 |                                             |                              |          |          |       |
|                                        |                                                 |                                             |                              |          |          |       |
| Die Schule von Athen                   | Die Kardinal- und Gottestugenden und das Gesetz | Die Disputa des allerheiligsten Sakramentes | Parnass                      |          |          |       |
| Stanza dell’incendio di Borgo          |                                                 |                                             |                              |          |          |       |
|                                        |                                                 |                                             |                              |          |          |       |
| Die Seeschlacht von Ostia              | Der Borgobrand                                  | Die Krönung Karls des Großen                | Die Rechtfertigung Leos III. |          |          |       |

## Sala di Costantino (Saal des Konstantins)

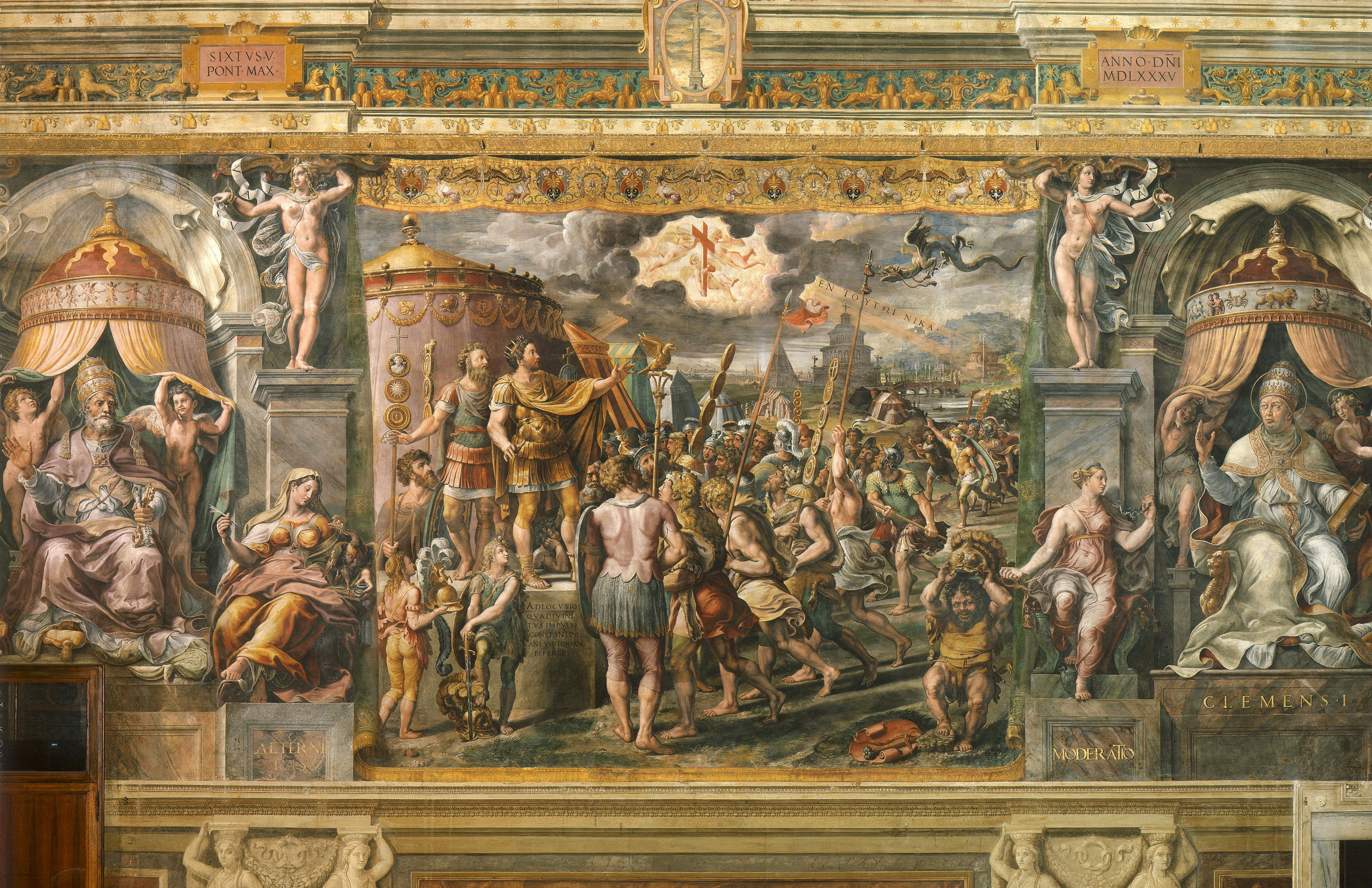
Die Erscheinung des Kreuzes

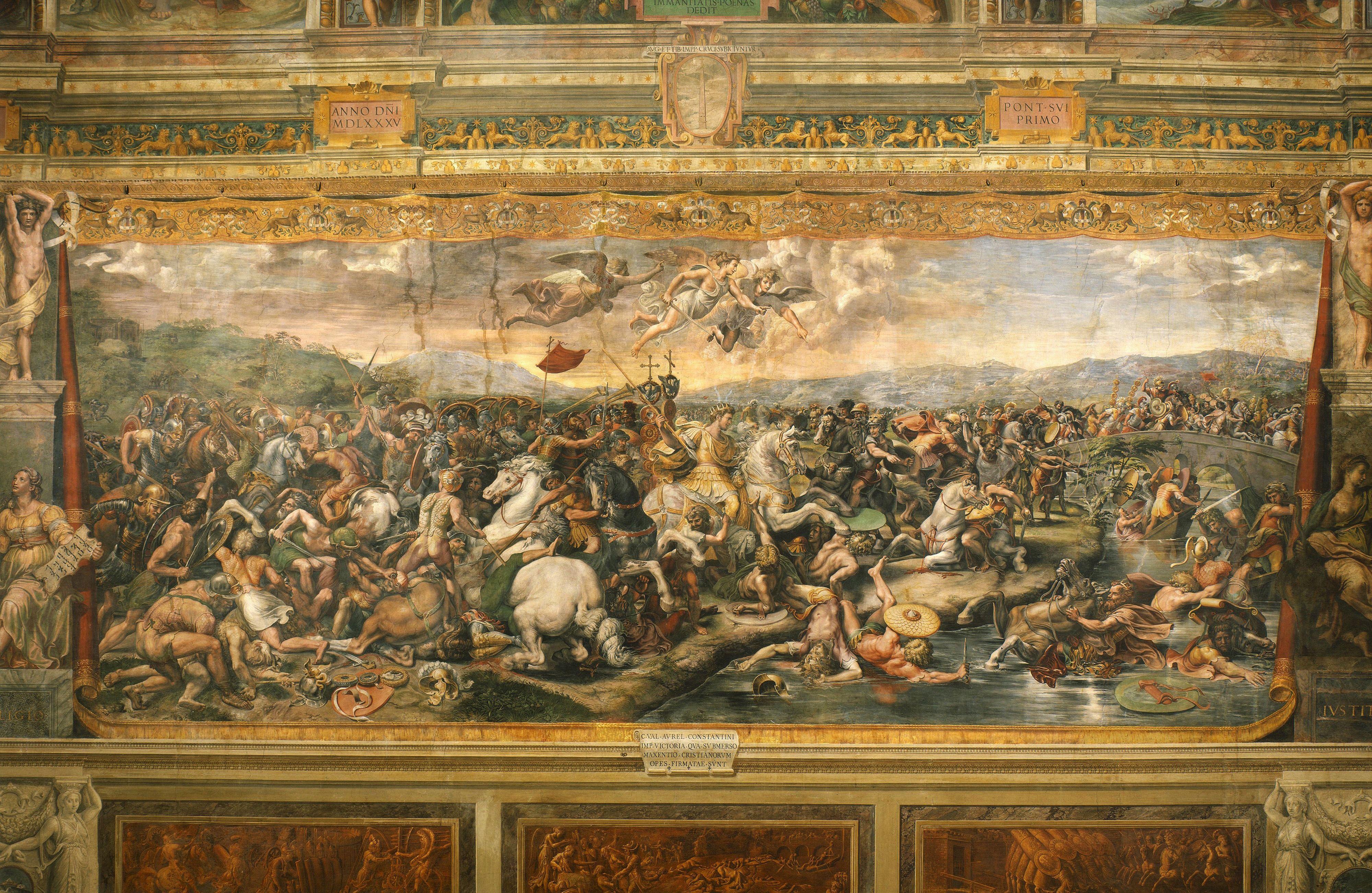
Die Schlacht an der Milvischen Brücke

Der größte und für die offiziellen Empfänge gedachte Raum ist die Sala di Costantino, in der vier Szenen aus dem Leben des Kaisers Konstantin (306–337 n. Chr.) dargestellt sind: Bestimmende Themen sind hier wie auch in den anderen Räumen der Sieg des Christentums über das Heidentum, die in der Erscheinung des Kreuzes, der Schlacht an der Milvischen Brücke, der Taufe Konstantins und der Schenkung Roms dargestellt wurden. Papstfiguren und Tugend-Allegorien dekorieren den Raum und das Sockelgeschoss.
Bei der Erscheinung des Kreuzes handelt es sich um die Erscheinung eines Vorzeichens in Form eines Kreuzes, das Kaiser Konstantin den Sieg gegen seinen Konkurrenten Maxentius voraussagte, wenn er den römischen Adler durch ein christliches Kreuz ersetzte. Damit war der Grundstein für die Anerkennung der christlichen Religion und dann die Erhebung zur Staatsreligion gesetzt.
In der Schlacht an der Milvischen Brücke hat Raffael die Kampfhandlung im Norden Roms (312) gemalt, in der der nun unter dem Zeichen des Kreuzes kämpfende Kaiser Konstantin seinem Widersacher Maxentius die entscheidende Niederlage beibringt und dieser im Tiber ertrinkt; ausgeführt wurde diese Arbeit wie auch die anderen in dem Raum von Raffaels Schülern, darunter Giulio Romano, dessen Handschrift hier identifiziert wurde.
Das dritte Fresko zeigt die Taufe Konstantins, der nach dem erfüllten Versprechen nun selbst zum christlichen Glauben übertritt. Er empfängt das Taufsakrament durch Papst Silvester I., der hier die Züge von Papst Clemens VII. (1523–1534) trägt, unter dessen Pontifikat die Arbeiten an den Fresken wieder aufgenommen wurden; ausgeführt wurden diese Fresken wahrscheinlich von Raffaels Schüler Giovanni Francesco Penni.
Nachdem Raffael die Taufe des Kaisers und damit die Unterwerfung der weltlichen Macht unter Gott gemalt hatte, wandte er sich auf dem vierten Fresko dem nächsten Schritt für die Festigung der päpstlichen Autorität (im Hochmittelalter und der Neuzeit), der Konstantinischen Schenkung zu, welche die (siehe Pippinsche Schenkungen) Grundlage für das Patrimonium Petri und die Unabhängigkeit der Päpste gegenüber weltlichen Herrschern bilden sollte. Auch hier trägt der Papst Silvester die Gesichtszüge von Clemens VII., dem Neffen seines Vorvorgängers Leo X., der sich ebenfalls in den Figuren seiner namensgebenden Vorgänger in den anderen Räumen darstellen ließ. Die Holzdecke Leos X. wurde unter Gregor XIII. durch ein freskiertes (Tommaso Laureti, Triumph der christlichen Religion) Gewölbe ersetzt.

## Stanza di Eliodoro (Saal des Heliodors)

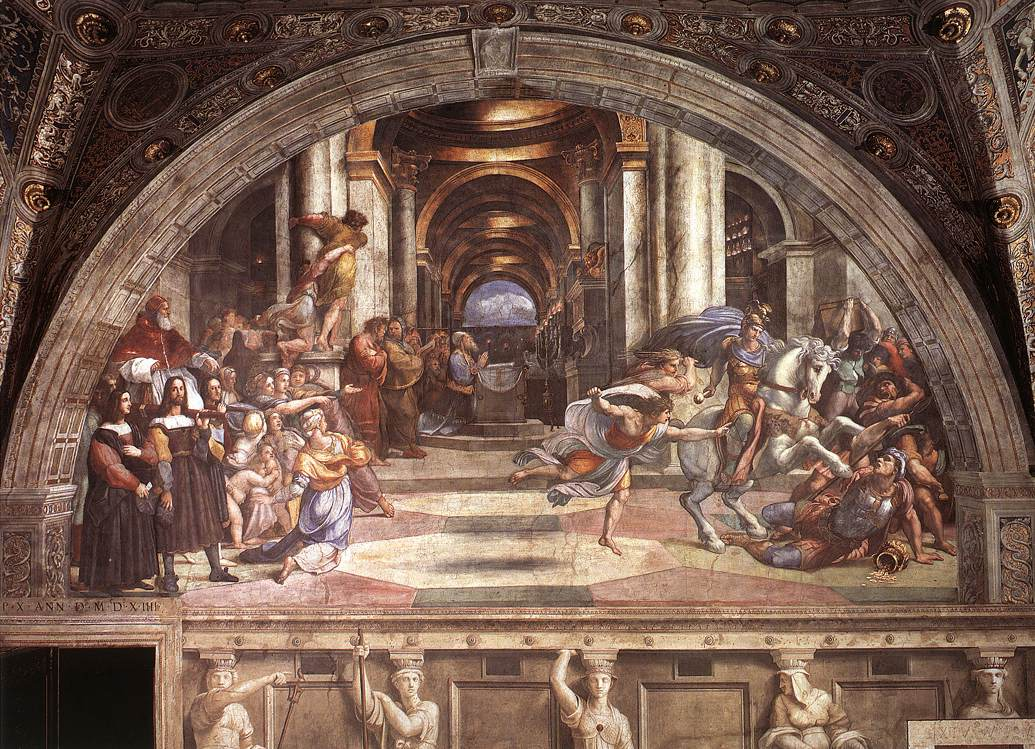
Die Verjagung Heliodors aus dem Tempel

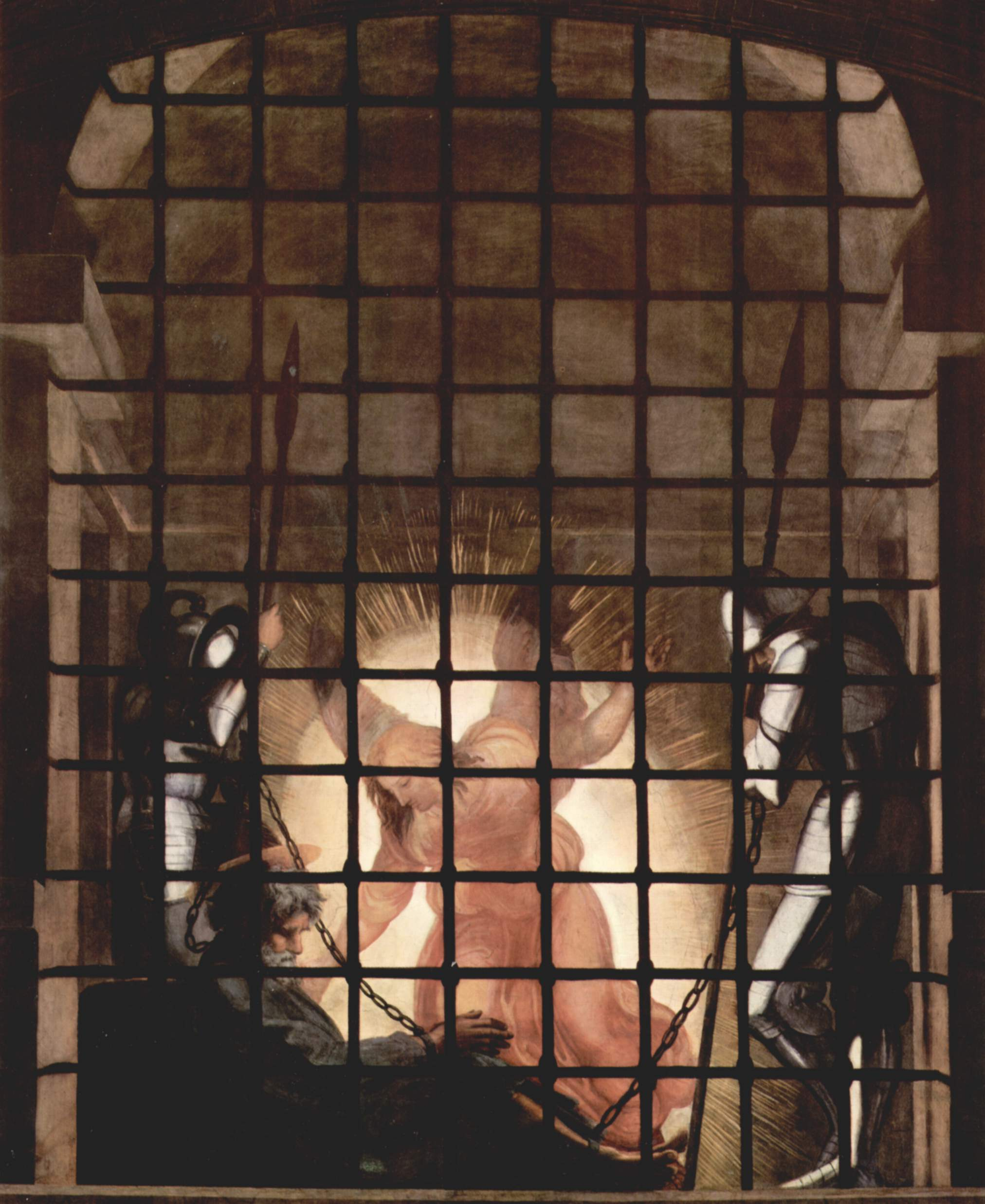
Die Befreiung des hl. Petrus (Detail)

Der zweite Raum, der unter Julius II. als Saal für Privataudienzen gedient hatte, wird mit Stanza di Eliodoro bezeichnet. Die Fresken haben ebenfalls eine politische Ausrichtung und zielen auf den gottgegebenen Reichtum und die Unabhängigkeit des Papsttums ab, die vor dem Hintergrund der Italienfeldzüge Frankreichs in Gefahr waren. Sie sind Ausdruck des Willens Julius II., nach dem politischen und moralischen Verfall des Papsttums in der „Babylonischen Gefangenschaft“ in Avignon und dem Großen Abendländischen Schisma im 14. und 15. Jahrhundert eine neue, politische und moralische Führungsrolle in der abendländischen Christenheit zu geben. Ausgemalt wurden die vier Wände des Raums und das Deckengewölbe, nachdem Raffael die Stanza della Segnatura beendet hatte. Teile der Deckenfresken gehen auf Raffaels Vorgänger in der Dekoration der Stanzen Luca Signorelli, Bramantino, Lorenzo Lotto und Cesare da Sesto zurück, deren Arbeiten im Auftrag Julius II. durch die Malereien Raffaels ersetzt wurden.
Dargestellt wird die Verjagung des syrischen Feldherrn Heliodor aus dem jüdischen Tempel, der im Auftrag des syrischen Königs die Schätze des Tempels von Jerusalem plündern sollte, und von einem gottgesandten Reiter mit zwei Jünglingen in die Flucht geschlagen wurde. Papst Julius II. ist als Augenzeuge auf der Sedia gestatoria sitzend gemalt, die von den beiden Künstlern Raffael und Marcantonio Raimondi getragen wird.
Die Messe von Bolsena stellt ein Ereignis aus dem Jahr 1263 dar, bei dem während einer Messe das Blut Christi aus der Hostie tropfte und das Korporale befleckte. Infolge dieses Wunders wurde das Fronleichnamsfest begründet und mit dem Bau der Kathedrale von Orvieto begonnen. Mögliche Zweifel an der theologischen Lehrmeinung über die Transsubstantiation, die Verwandlung des Weines und Brotes in das Blut und den Leib Christi, sollten in diesem Bild beseitigt werden. Die Gläubigen sollten in ihrem Glauben in der Kommunion gestärkt werden. Julius II. ist mit seinen Verwandten, den Kardinälen Leonardo Grosso della Rovere, Raffaello Riario, Tommaso Riario und Agostino Spinola, kniend zur Rechten dargestellt. Auf der linken Seite steht Felice della Rovere, Tochter des Papstes Julius II., unter den Gläubigen. Inmitten der Schweizer Garde – kniend und dem Betrachter zugewandt – findet sich ein weiteres Selbstporträt von Raffael.
Die Befreiung des Apostels Petrus aus dem Gefängnis zeigt die der Apostelgeschichte (12, 5–12) entnommene Schilderung der wundersamen Befreiung des ersten Bischofs von Rom durch einen Engel; es nimmt in der Themenwahl Bezug auf die Besetzung des Kirchenstaats durch die Franzosen und seine Befreiung durch Julius II., der Kardinal von San Pietro in Vincoli war.
Nach dem Tod Julius II. wurde das letzte Fresko dieses Raumes fertiggestellt, das in der Begegnung Leos des Großen mit Attila (452 n. Chr.) die Verteidigung des Kirchenstaates durch Leo I. gegen den Einfall der Hunnen zeigt. Dem namensgebenden Vorgänger des Papstes Leo X., der zweimal als Kardinal und als Papst Leo I. hier gezeichnet wurde, erschienen in den Verhandlungen mit Attila die schwerterschwingenden Apostel Petrus und Paulus, die dem Papst als Apostelfürsten der ecclesia militans den Rücken stärkten und den Hunnen von einer Abkehr von Italien bewegt haben sollen. Auch hier ist ein deutliches Signal sowohl an die Franzosen als auch an die Habsburger zu erkennen, die schließlich 1527 im Sacco di Roma barbarisch die Stadt Rom verwüsteten.

## Stanza della Segnatura (Saal der Signatur)

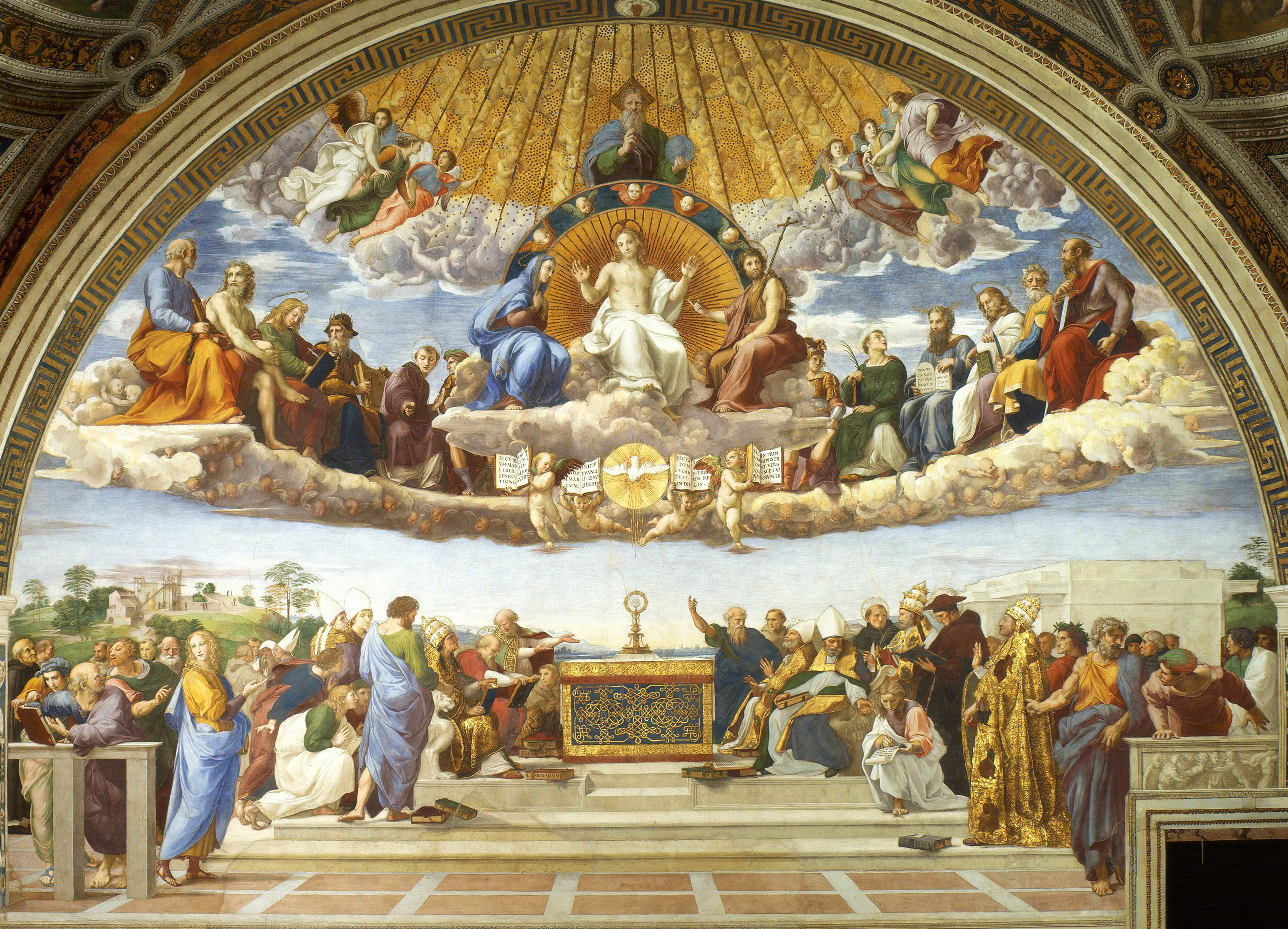
Die Disputa des allerheiligsten Sakraments (Disputa del Sacramento)

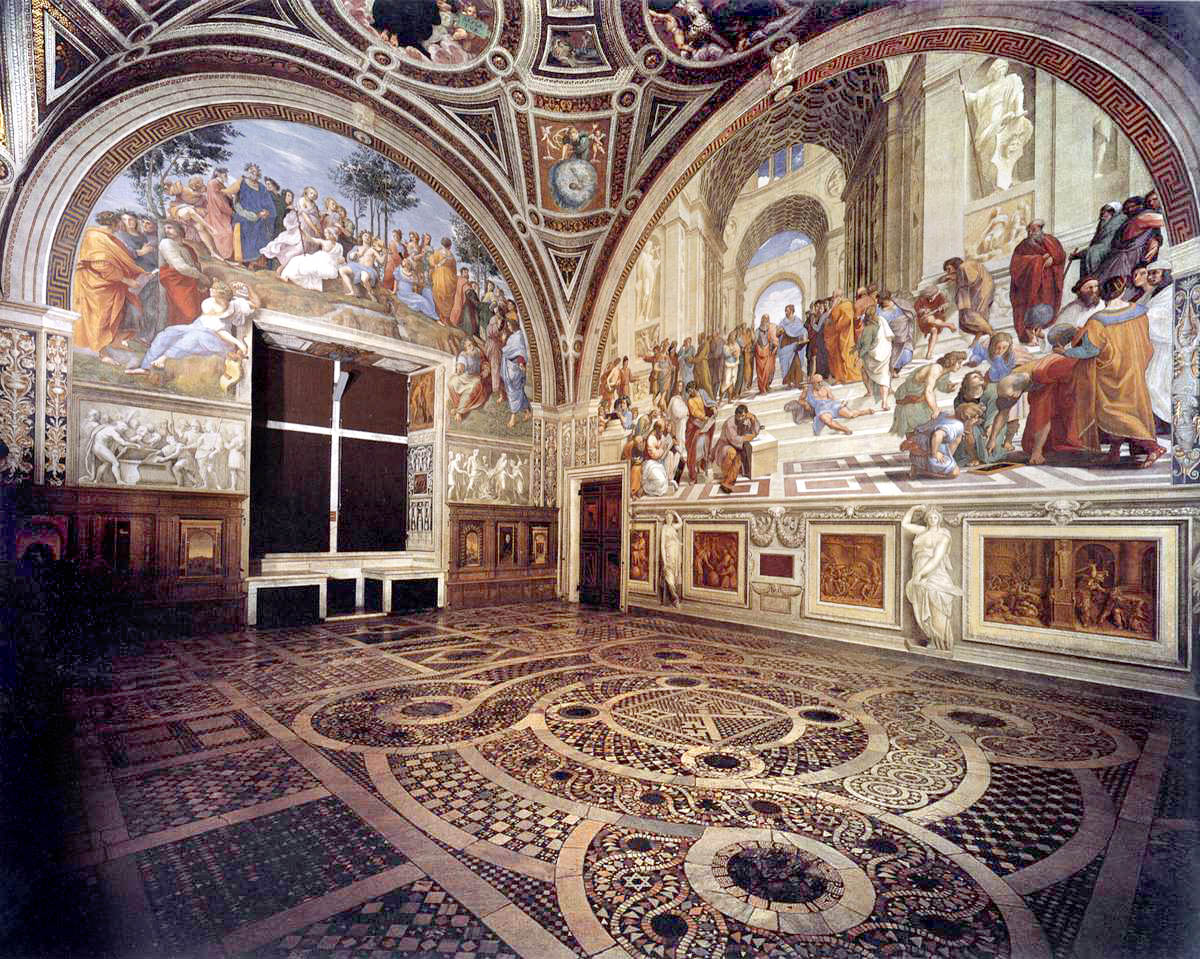
Stanza della Segnatura: Parnass und Die Schule von Athen

Die Stanza della Segnatura, der erste 1508–1511 von Raffael ausgemalte Saal der vier Räume, beherbergt vier der berühmtesten Fresken Raffaels, die einen Markstein in der Malerei der Hochrenaissance darstellen. Der Raum diente Julius II. als Bibliothek und Studierzimmer und war unterhalb der Fresken mit Bücherschränken ausgestattet, die an der Nordwand nur vorgetäuscht sind, vermutlich um die Passage zwischen den Türen nicht zu behindern. Seinen Namen erhielt der Raum unter Paul III., der dort die höchste päpstliche Gerichtsbarkeit, die Segnatura Gratiae et Iustitiae, unter seinem Vorsitz versammelte. Die bestimmenden Themen des Raumes sind die „drei höchsten Prinzipien des menschlichen Geistes“: das Wahre, das Gute und das Schöne. Diese sind dargestellt in den vier Wand- und den Gewölbe-Fresken, die die Disputa del Sacramento, die Schule von Athen, die Kardinal- und Gottestugenden und das Gesetz sowie den Parnass zum Thema haben.
Die theologische Wahrheit findet ihren Ausdruck in der Disputa des allerheiligsten Sakraments, die sich ebenso wie das Fresko in der Sala di Costantino auf den Triumph der christlichen Religion bezieht: Der ganze katholische Glaubenskosmos bestehend aus der Heiligen Dreifaltigkeit samt der Mutter Gottes, den Heiligen, den Patriarchen, den Propheten, den Aposteln, den Kirchenvätern etc. – einige der Personen tragen Gesichtszüge historischer Figuren –, wie er beim fünften Laterankonzil 1512–1517 erneut definiert wurde.
In der Schule von Athen hat Raffael die natürliche Wahrheit, die philosophische Vernunft, in Form von antiken Philosophen – Platon, Aristoteles, Pythagoras, Diogenes, Heraklit, Euklid, Zarathustra, Ptolemäus, z. T. wiederum mit Gesichtszügen historischer Personen (u. a. Michelangelo und Raffael selbst) – vor einer Renaissance-Architektur (Bramantes Entwurf für Neu-St.-Peter) gemalt.
Das Gute zeigt Raffael in den Kardinal- und Gottestugenden und das Gesetz als Allegorien auf die Kardinaltugenden Tapferkeit, Klugheit und Mäßigung und die christlichen Tugenden Glaube, Hoffnung und Liebe, die in den Lünetten der Wand gemalt wurden. Unten links neben dem Fenster ist die Übergabe der Pandekten (römische Rechtsdekrete) an Kaiser Justinian zu sehen. Rechts werden die Dekretalien an Papst Gregor IX. übergeben. Der Papst trägt die Züge des Auftraggebers Julius II. (1503–1513). Die Kardinäle zu seiner Seite sind Giovanni de’ Medici und Alessandro Farnese, die zukünftigen Päpste Leo X. (1513–1521) und Paul III. (1534–1549). Die Ausführung der Übergabe der Pandekten an Kaiser Justinian stammt von Lorenzo Lotto.
Im Parnass, Verherrlichung der Idee des Schönen, ergänzen die Apoll untergebenen Musen und die antiken und modernen Dichter – Homer, Vergil, Dante und Sappho – den Geisteskosmos dieses Raums. Das Gewölbe zeigt zusammenfassend in allegorischer Form die Fähigkeiten des Menschen zur Philosophie, Theologie, Poesie und Gerechtigkeit.
Die jüngste Restaurierung der Stanzen, geleitet von Arnold Nesselrath, hat bei den vorausgegangenen Untersuchungen der Fresken und mit Hilfe eines Stilvergleichs mit den Fresken Lorenzo Lottos in Trescore bei Bergamo ergeben, dass der erhaltene Anteil Lottos viel größer ist als bisher angenommen.

## Stanza dell’incendio di Borgo (Saal des Borgobrandes)

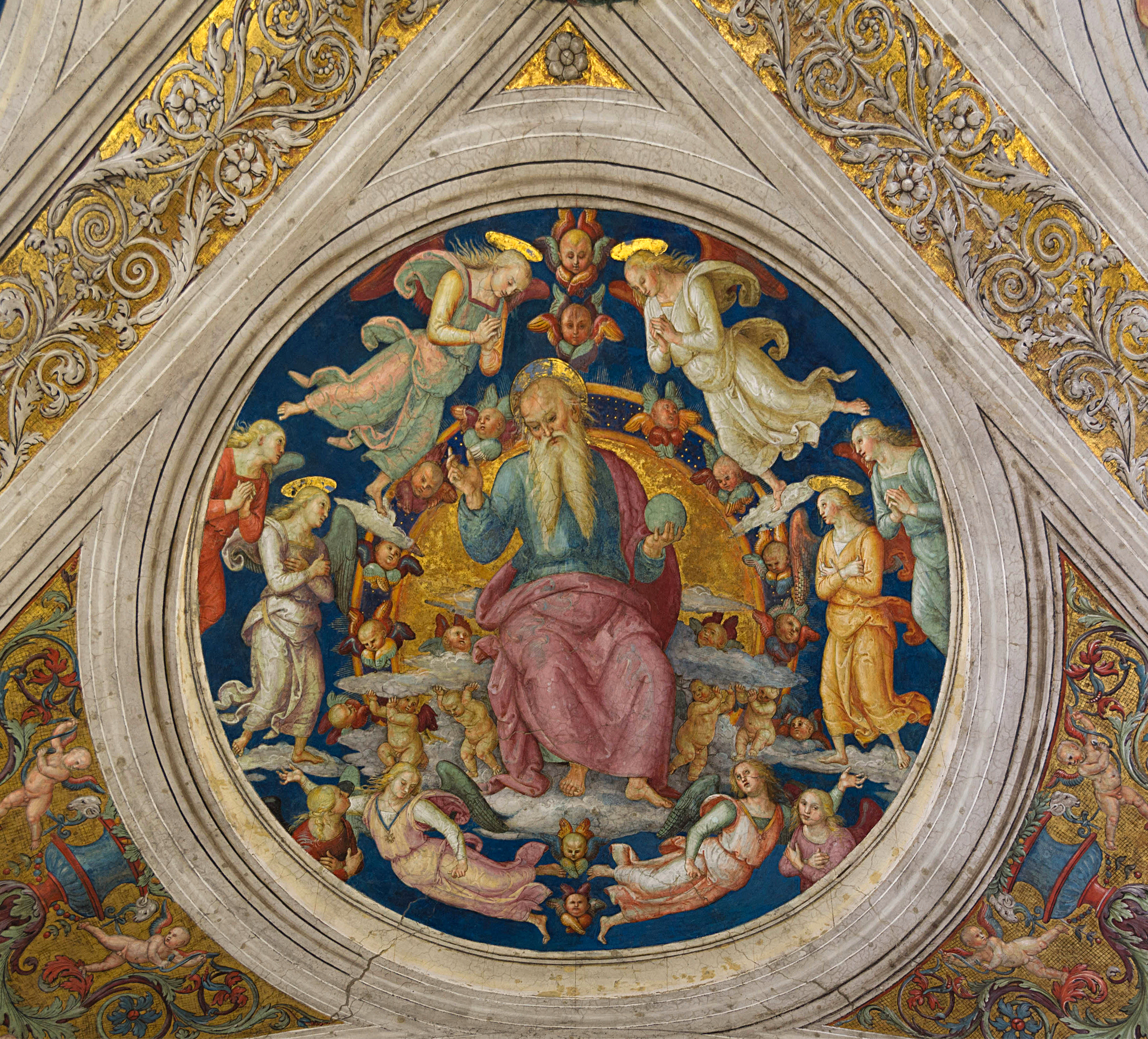
Medaillon mit Gottvater von Perugino

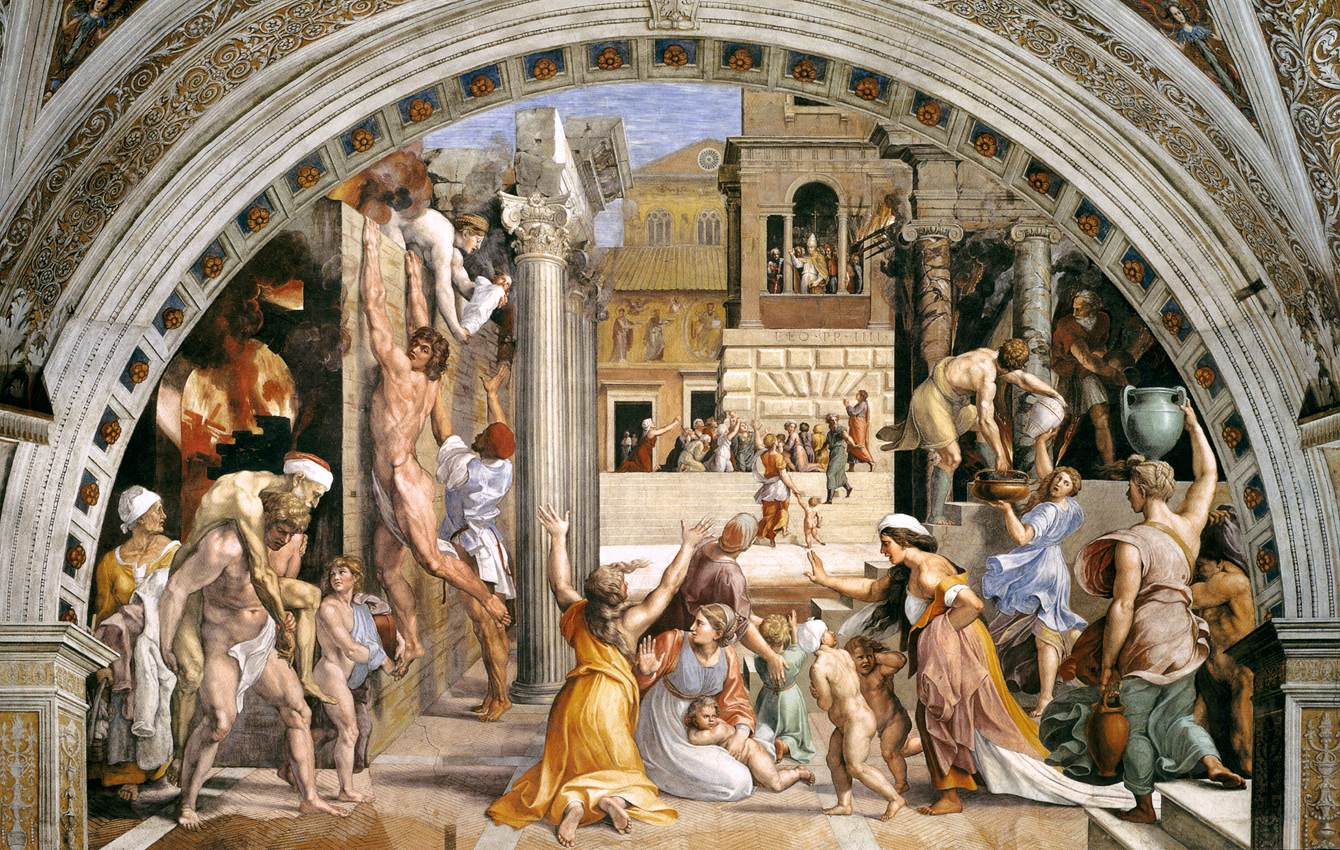
Raffael und Giulio Romano: Der Borgobrand

1514–1517 malte Raffael seinen zweiten Raum aus, die Stanza dell’incendio di Borgo, die unter Julius II. ebenfalls als Gerichtsraum und unter Leo X. als Speisezimmer diente. Peruginos Ausmalung des Deckengewölbes von 1508 nimmt Bezug auf die Gerichtsfunktion des Saals. Raffael verdeutlicht in seinen Fresken den politischen Willen zur kirchlichen Vorherrschaft Leos X., wie er es in der Stanza di Eliodoro bereits für Julius II. umgesetzt hatte. Die Suprematie des Papstes gegenüber den weltlichen Mächten, die Einheit der Christenheit und der Kampf gegen die Ungläubigen sind die bestimmenden Bildaussagen.
Diese finden in der Krönung Karls des Großen durch den Papst Leo III. ihre erste Formulierung eines erwünschten und angestrebten Verhältnisses von Papsttum und Kaisertum. Konkret Bezug genommen wird auf Leo X. und den französischen König Franz I., dessen Eroberungen in Norditalien im Konkordat von Bologna durch den Papst anerkannt worden war. Die Gründung des Heiligen Römischen Reiches als Fortführung des fünften, römischen Weltimperiums, und die translatio imperii waren die ideologischen Grundlagen für die Autorität des Papstes in der westlichen Welt.
Im folgenden Fresko der Rechtfertigung Leos III. zeigt Raffael die Episode nach der Krönung des Frankenkönigs, in der der Papst gegenüber den Nepoten seines Vorgängers Hadrian VI. Rechtfertigungen mit dem Hinweis zurückweist, Gott allein für sein Handeln verantwortlich zu sein. Auch wird der politische Anspruch des Papstes an seine weltlichen und kirchlichen Gegner deutlich, allein Gott zu unterstehen und keinem weltlichen Herrscher.
Das Bild des Borgobrandes zeigt Papst Leo IV. (847–855), der durch seinen Segen den Brand im Nachbarviertel des Vatikans, dem Borgo, löscht und damit Stadt und Kirche rettet. Anspielungen auf die seit Jahrzehnten in Südosteuropa tobenden und nach dem Fall von Konstantinopel nun in Ungarn wütenden Türkenkrieg sind hier nicht zu übersehen.
Das Thema des Kreuzzugs bzw. des Kampfes gegen die Ungläubigen und des Schutzes der Gläubigen steht auch im Mittelpunkt des Bildes der Seeschlacht von Ostia, in der die Truppen Leos IV. die feindlichen Sarazenen vernichtend schlagen. Alle in diesem Raum gezeigten Szenen nehmen Bezug auf die wichtigsten Taten der Namensvorgänger Leos X., der sich mit seinen Gesichtszügen in ihren Figuren darstellen lässt und damit eine ideelle Vereinigung seiner Vorgänger mit seinem Pontifikat verbildlicht.
Insgesamt sind die Fresken Raffaels als Ausdruck des Glaubens an den Triumph des Christentums und als ein Willensbekenntnis des politischen Anspruchs auf die Suprematie des Papsttums gegenüber weltlicher Herrschaft zu lesen.